# Valdeblore

Valdeblore este o comună în departamentul Alpes-Maritimes din sud-estul Franței. În 1 ianuarie 2022 avea o populație de 834 de locuitori.